# Joana II d'Alvèrnia
Joana II d'Alvèrnia (1378- 1424), dita Joana de Boulogne, fou comtessa d'Alvèrnia i de Boulogne, fila de Joan II d'Alvèrnia –dit el Mal Administrador–, i d'Eleonor de Comenge. Per matrimoni, fou després duquessa d'Alvèrnia i de Berry, i més tard comtessa de Guînes

## Biografia

### Una infantesa difícil
L'entesa entre Jeon II i la seva esposa va ser de curta volada. Eleonor se'n va anar del domicili conjugal el 1380 amb la seva filla Joana, per refugiar-se amb el seu oncle el comte d'Urgell; pel camí es va aturar a Orthez amb el seu cosí Gaston Fébus, comte de Foix i vescomte de Bearn.
Segons Froissart, l'esposa del Mal Administrador li retreia de no recobrar el seu heretatge usurpat per Joan II d'Armanyac, comte d'Armanyac, i de ser un massa tou cavaller passant el seu temps a beure i a anar a banquets.
Gaston Fébus va proposar fer-se tutor i curador de la seva jove cosina, i així la jove Joana es va quedar a la cort de Foix a Orthez mentre que la seva mare va anar a Avinyó.

### El duc de Berry s'apropia de l'herència de Joana
La rapacitat del germà de Carles V era tal que no va vacil·lar a espoliar dels seus feus Joan II, el pare de Joana. Marcellin Bourdet, historiador d'Alvèrnia, va fer una descripció apocalíptica d'aquesta extorsió: 

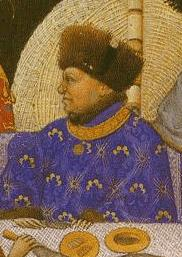
Joan, duc de Berri

"Comença a Riom, el 6 de novembre de 1387, al palau del duc, en la seva presència; el comte mitjà-boig, terroritzat per les amenaces, es va decidir a cedir els seus dos comtats al príncep junt amb la seva senyoria de Combrailles al canceller i camarlenc Pere de Giac. Continua, sortint del palau ducal, a la residència d'Armand de Langeac, senescal d'Alvèrnia, gendre de Pierre de Giac, on se'l va portar a sopar, desconcertat del que acaba de fer. Se'l va conduir a l'hostal d'Hugues Bernard, on la banda de conspiradors es va asseure a taula i va acabar d'atordir-lo i d'embriagar-lo amb una barreja de begudes. Després, tota la nit fins al matí, se li va fer signar una multitud de donacions i de vendes, a preu simbòlic és clar. Se li va fer vendre així tot el que el continuava sent seu sense haver de pagar res; després se'l va deixar sobre aquest llit de l'alberg, buit, arruïnat, inert, mig mort.
Així es va fer el repartiment de les despulles del comte d'Alvèrnia entre el duc de Berri i els seus oficials. I no es pot dir que el duc no va ser còmplice, ja que aquesta llarga i innoble escena de Riom passava a dos passos del seu palau; i va ser tan ben advertit que el seu nebot, el comte Joan II d'Armanyac, llavors el seu hoste en aquest palau, va anar a l'hostaleria de Bernard per arrencar el comte d'Alvèrnia, el seu cosí, dels espoliadors; però se li va negar l'entrada i només va poder cridar al carrer injúries i amenaces de mort. Joan de Berri va ratificar tots els documents, naturalment".

### El matrimoni amb Joan de Berry
El 1389, a la majoria d'edat de Carles VI de França, l'assumpte, que havia fet escàndol, va ser portat a les orelles del rei que va prometre fer-ne justícia. Per fer recuperar a Joana els seus dominis d'Alvèrnia i de Boulogne es va trobar una sola solució: amb dotze anys, Joana va ser obligada de casar-se amb el duc de Berry que ranejava als cinquanta, i al qual Gastó Fébus, que el menyspreava, no va deixar de presentar la nota de les despeses de la seva tutela! 

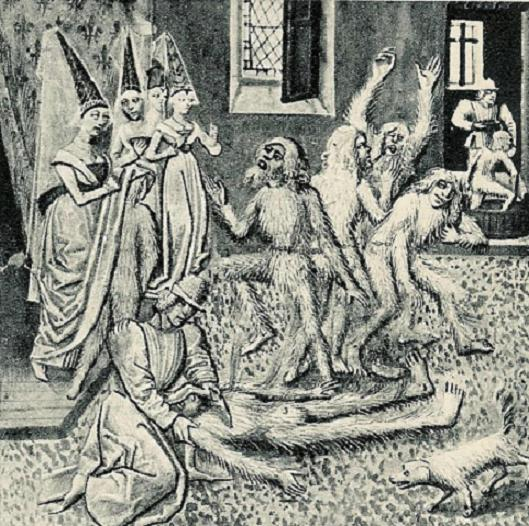
El Ball dels Ardents
A l'esquerra, Joana de Boulogne cobreix al rei Carles VI amb el seu vestit

### El Ball dels Ardents
El 23 de gener de 1393, el dimarts abans de la Candelera, la noia va participar en el "Ball dels Ardents". Carles VI, per invitació de la reina Elisabet o Isabel de Baviera, va arribar amb cinc nobles de la seva cort i es va disfressar de salvatge. Cadascun es va revestir d'un bodi cobert de pega i de pèls. Per inadvertència, el seu germà, Lluís I d'Orleans va posar foc a les disfresses amb la seva torxa.
Carles va evitar ser cremat viu gràcies a la seva tia, la jove duquessa de Berry, llavors de 14 anys, qui el va recobrir amb el seu vestit. El rei es va tancar, des de llavors, una mica més en la seva bogeria.

### La seva estàtua a Poitiers
L'estàtua de Joana de Boulogne adorna la xemeneia de la gran sala del palau del duc de Berry a Poitiers. És molt certament deguda als cisells de Joan de Dammartin que va començar a treballar per al duc cap a 1385.

### El seu segon matrimoni
Pel seu primer matrimoni va esdevenir duquessa d'Alvèrnia i de Berry; després vídua el 1416, Joana es va casar de seguida, en segones núpcies, amb Jordi de la Trémoille, comte de Guînes, i va morir el 1424. Fou un matrimoni desgraciat, ja que Jordi la maltractava; tot i que els consorts s'havien fet donació reciproca, el rei la va autoritzar a disposar dels seus béns i va testar el 12 d'octubre de 1418 a favor de la seva cosina Maria de Boulogne o d'Alvèrnia, que fou l'hereva dels seus comtats de dret propi (Alvèrnia i Boulogne).